# Адамович III
Адамович III (пол. Adamowicz III) – шляхетський герб, різновид гербу Труби.

## Опис герба
Опис згідно з класичними правилами блазонування:
У срібному полі три труби чорні із золотою фурнітурою, об'єднані устинками, на яких дерево в натуральних кольорах, на якому лелека. Клейнод: три страусині пера. Намет, згідно з Тадеушем Гайлем, срібний підбитий сріблом.

## Історія
Від 1590 року відома згадка про Станіслава Адамовича, шляхтича з Віленського повіту.

## Гербовий рід
Адамовичі (Adamowicz).